# برج و هتل جهانی ترامپ
برج و هتل جهانی ترامپ (به انگلیسی: Trump International Hotel and Tower) یک ساختمان بلند واقع در پارک مرکزی غرب در میدان کلمبوس بین خیابان برادوی و پارک مرکزی غرب در منهتن، نیویورک می‌باشد. بلندای این ساختمان ۵۸۳ فوت (۱۷۷٫۶ متر) است. این برج توسط ژنرال الکتریک پنشن تراست با ویژگی اتاق‌های هتل اداره می‌شود.

## تاریخچه
این ساختمان در ابتدا ساختمان گلف و غربی بود که توسط توماس استنلی طراحی شده و در سال ۱۹۶۹ یا ۱۹۷۰ ساخته شد. برج برای استفاده اداری طراحی و دور از دیگر ساختمان‌های بلند به صورت جداگانه ساخته شده بود.

در سال ۱۹۹۴، دونالد ترامپ بازرگان و توسعه دهنده املاک و مستغلات، با این ساختمان درگیر شد و اعلام کرد که قصد دارد آن را به یک هتل تبدیل کند که شامل واحدهای مسکونی خواهد بود. به دلیل قوانین منطقه بندی فقط حدود ۲۰۰ واحد می‌تواند به عنوان آپارتمان مورد استفاده قرار گیرد، در حالی که قسمت پایین تر برج - تا طبقه ۱۷ - برای اتاق‌های هتل مورد استفاده قرار می‌گیرد. پارامونت کامینیکیشنز مستأجر ساختمان اداری در آن زمان بود و اجاره نامه آن در آوریل ۱۹۹۵ منقضی شده بود که در آن زمان ترامپ می توانست بازسازی در ساختمان را آغاز کند. ترامپ برنامه‌ریزی کرد که تراس‌ها و ستون‌ها در سراسر ساختمان نصب شوند تا برج را با استحکام بالا ببرند تا تاثیر بادهای قوی را از بین ببرد. انتظار میرفت دوره بازسازی با هزینه ۲۳۰ میلیون دلار در دو سال طول بکشد. تعمیرات در ماه ژوئن سال ۱۹۹۵ آغاز شد و در آوریل ۱۹۹۶ ترامپ گفت که او به پنت هاوس ساختمان می‌رود.

این ساختمان به عنوان محل فیلم جنجالی کمدی سرقت از برج (فیلم) مورد استفاده قرار گرفت.